# F.C. Etar
F.C. Etar foi uma equipe búlgara de futebol com sede na cidade de Veliko Tarnovo. Disputava a primeira divisão da Bulgária (Liga Profissional Búlgara de Futebol A).
Mandava seus jogos no Ivaylo Stadium, com capacidade para 15.000 espectadores.

## História
O F.C. Etar foi fundado em 24 de Fevereiro de 1924.